# Asienspiele 2026
Die 20. Asienspiele sollen vom 19. September bis 4. Oktober 2026 in der japanischen Präfektur Aichi und deren Hauptstadt Nagoya stattfinden. Dies beschloss Ende September 2016 die Generalversammlung des Olympic Council of Asia (OCA) im vietnamesischen Danang und terminierte die Austragung wegen der Sommerhitze auf den Herbst. Damit finden die Spiele nach 1958 und 1994 das dritte Mal in Japan statt.
Ungefähr 15.000 Athletinnen und Athleten aus 45 Nationen und Regionen werden erwartet.

## Sportarten
Insgesamt sollen 41 Sportarten ausgetragen werden.
- Badminton
- Base- und Softball
  -  Baseball
  -  Softball
- Basketball
  -  Basketball
  -  3×3-Basketball
- Bogenschießen
- Breaking
- Bowling
- Boxen
- E-Sports
- Fechten
- Fußball
- Gewichtheben
- Golf
- Hockey
- Judo
- Ju-Jitsu
- Kabaddi
- Karate
- Kanusport
  -  Kanurennsport
  -  Kanuslalom
- Kurash
- Leichtathletik
- Moderner Fünfkampf
- Radsport
  -  Bahn
  -  BMX-Freestyle
  -  BMX-Rennen
  -  Mountainbike
  -  Straße
- Reiten
- Ringen
  -  Freistil
  -  Griechisch-römisch
- Rudern
- Rugby
  -  Siebener-Rugby
- Schießen
- Schwimmsport
  -  Freiwasserschwimmen
  -  Schwimmen
  -  Synchronschwimmen
  -  Wasserball
  -  Wasserspringen
- Segeln
- Sepak Takraw
- Skateboard
- Sportklettern
- Squash
- Surfen
- Taekwondo
- Tennis
  -  Tennis
  -  Soft Tennis
- Tischtennis
- Triathlon
- Turnsport
  -  Kunstturnen
  -  Rhythmische Sportgymnastik
  -  Trampolinturnen
- Volleyball
  -  Beachvolleyball
  -  Volleyball
- Wushu